# Govigama
Les govigama constituent la caste dominante la plus influente du Sri Lanka. Depuis les temps immémoriaux, elle a eu, avec les Bathgama, la responsabilité de la culture des terres de l’ile selon le système traditionnel de Rajakariya réglementant la tenure et l’exploitation des terres au Sri Lanka.
Toutefois, « govigama » est une création de période hollandaise que traditionnellement il n’y avait que les « govi », terme signifiant « riziculteur », dérivant de la racine du mot « goyam » qui, lui-même, signifie « rizière ».